# Sobel
Sobeln (Martes zibellina) är en art i familjen mårddjur.

## Utseende
Djuret liknar mest mården men har större öron samt längre och tätare päls. Huvudet är kägelformat och benen jämförelsevis höga och starka med stora fötter. Kroppens längd är 32–46 centimeter och svansens 14–18 centimeter. Sobelns pälsfärg varierar kraftigt; den är ljusbrun till svartaktig på ryggsidan, med ljusare hals, sidor och i synnerhet buk. På kinderna är den gråaktig. Den saknar mårdens distinkta strupfläck, men har ett diffust, ljusare område på bakre delen av strupen. Sobelns rygghår är uppblandade med vitt.

## Levnadsområde
Arten var ursprungligen hemmahörande i området mellan Uralbergen och Berings sund och från Sibiriens södra gräns till 68° nordlig bredd. Det fanns även mindre populationer i nordvästra Amerika och, fram till 1600-talet, i norra Skandinavien. Dagens utbredning är i nordöstra delen av europeiska Ryssland, från Petjora- och Kama-floderna till Uralbergen.
Den kraftiga jakt som den, med kortare avbrott, varit utsatt för fram till 1930-talet gjorde den allt mer sällsynt. 1935 fridlystes den på 5 år i hela dåvarande Sovjetunionen samtidigt som den återplanterades på flera platser. Idag lever den i den ryska tajgan där begränsad jakt är tillåten.

## Föda
Sobeln är framför allt en fågeljägare, även om den också kan ta smågnagare, ekorrar och fisk. Den äter också vegetabilisk föda som lingon, blåbär, rönnbär och tallkottar.

## Fortplantning
Sobelns parningssäsong infaller i juni till augusti. Som de flesta mårddjur har den fördröjd fosterutveckling, de 3-4 ungarna föds i april till maj. Sobeln kan bastardera med den nära släktingen mården.

## Sobel och människa
Sobelskinnet har alltid stått i mycket högt pris, växlande alltefter dess färg och tjocklek. Billigast är vad som i pälshandeln kallas den mongoliska sobeln, som är ljus och platt. Dyrast är den mörka pälsen.